# PolyGram
PolyGram è stata una etichetta discografica tedesca, fusa all'interno dello Universal Music Group.

## Storia

### Gli inizi
La PolyGram nacque nel 1962 con il nome Phonogram (mutato negli anni '80) dalla fusione tra la Philips Phonografische Industrie (PPI) olandese e la Deutsche Grammophon Gesellschaft (DGG) tedesca, allora controllata dalla Siemens AG, che si erano equamente spartite il possesso della neonata etichetta. La fusione funzionale di strutture, operazioni e marketing in una singola organizzazione si protrasse fino al 1977.
Ben presto cominciò a espandersi nei mercati inglesi e americani, acquisendo, nel corso degli anni, Casablanca Records, Mercury, RSO, MGM, Verve, UDC e 20th Century Records.
Il successo della PolyGram negli anni '70 fu basato sul mercato degli home video, grazie a successi firmati RSO come La febbre del sabato sera e Grease, e sull'esplosione della disco, come per la colonna sonora del film Thank God It's Friday, con artisti come The Commodores e Donna Summer. Per un breve periodo, è stata la maggiore compagnia discografica al mondo.
Con la denominazione Phonogram s.p.a., la Polygram, grazie all'acquisizione della Melodicon s.p.a. ha avuto una filiale anche in Italia, con studi di registrazione a Milano, prima in via Borgogna 2 e successivamente in via Benadir. Successivamente, negli anni novanta, con la vendita alla Seagram della casa madre, ogni attività nazionale è terminata.

### Crisi e risalita
Ma negli stessi anni settanta si gettano le basi per la futura crisi che avrebbe attanagliato la struttura. Durante l'espansione negli Stati Uniti, la PolyGram stampava dischi a ripetizione, senza conoscere esattamente la domanda, e cominciava ad avere una rete di distribuzione troppo estesa. Quando nel 1979 la disco si sgonfia, lascia la PolyGram con una rete sottoutilizzata e un numero troppo elevato di prodotti invenduti. Dal 1980 le perdite della compagnia crescono fino a raggiungere i 220 milioni di dollari.
Nel 1983, con la presidenza di Jan Timmer, vennero prese drastiche misure per ripianare i debiti: riduzione dello staff da 13000 a 7000 addetti, degli stabilimenti di stampa da 18 a 5 e diversificazione della strategia per non dipendere più dai profitti delle superstar. Le attività e le sedi estere - fra le quali quella italiana - sono chiuse o fortemente ridimensionate. Questa manovra si rivela vincente, poiché nel 1985 la compagnia torna in attivo.
Dopo un tentativo fallito di fusione con la Warner Music del 1983, la Philips compra il 40% delle azioni della PolyGram dalla Siemens, e nel 1987 il rimanente 10%.
Il compact disc, inventato da Philips e Sony, combinato con la forza della PolyGram nel settore della musica classica, aiuta grandemente i profitti e la fetta di mercato della PolyGram cresce. Le sue vendite sono cresciute considerevolmente negli anni '80 e '90, aumentando il margine di profitto dal 4-6% al 7-9%. In questi anni inoltre nasce la sussidiaria PolyGram Video, per la distribuzione video.
Nel 1989 la Philips quota la PolyGram alla borsa di Amsterdam, valutando l'intera compagnia 5,6 miliardi di dollari.
Negli anni '90 partì  un nuovo programma di acquisizioni, che ha portato sotto la bandiera PolyGram A&M, Island Records, Motown, Def Jam e Rodven.
Nel 1998 la Philips, poco prima di lanciare sul mercato il CD Recorder, ha venduto la PolyGram alla Seagram e la compagnia venne fusa all'interno dello Universal Music Group.